# Morgan le Fay (pintura)
Morgan le Fay es una pintura al óleo sobre madera de 1864 del pintor británico de estilo prerrafaelita Frederick Sandys. La obra es el retrato de la legendaria bruja y hermana del Rey Arturo, Morgan le Fay, también conocida como Morgana. 
Keomi Gray, la amante de Sandys, fue la modelo que posó para la obra Morgan le Fay.
La pintura se conserva en el Museo y Galería de Arte de Birmingham, en Birmingham, Inglaterra. El museo la describe de la siguiente manera: "Aquí está de pie frente a un telar en el que ha tejido una túnica encantada, diseñada para consumir el cuerpo del Rey Arturo mediante el fuego. Su apariencia con su cabello suelto, gestos despreocupados y piel de leopardo envuelta sugiere una sexualidad femenina peligrosa y bestial. La túnica verde con la que Morgan está representada es en realidad un kimono".